# Hotel Ponce de León
El Hotel Ponce de León (en inglés: Ponce de León Hotel) es el nombre que recibió un exclusivo hotel en San Agustín, Florida, en el sur de Estados Unidos, construido por Henry M. Flagler, millonario y cofundador de la Standard Oil, y terminado en 1888.
El hotel Ponce de León fue diseñado en estilo neocolonial español  por el estudio de arquitectura Carrère & Hastings de Nueva York. El hotel fue el primero de su tipo construido enteramente de hormigón vertido y además fue dotado con electricidad desde el inicio, siendo suministrada por generadores de corriente continua entregados por Thomas Alva Edison, amigo de Flagler. Cuando la electricidad se puso por primera vez Henry M. Flagler contrató personal para encender y apagar el servicio en vez de hacerlo los visitantes, porque las personas que se alojaban en el hotel tenían demasiado miedo para activar los interruptores de encendido y apagado. El edificio y los jardines del hotel son hoy una parte del Flagler College.